# Flash (제프 벡의 음반)
| 전문가 평가                   | 전문가 평가 |
| 평가 점수                     | 평가 점수   |
| 출처                          | 점수        |
| ----------------------------- | ----------- |
| AllMusic                      | [ 1 ]       |
| The Charlotte Observer        | 4/10        |
| Encyclopedia of Popular Music | [ 3 ]       |
| The Great Rock Discography    | 4/10        |
| The Rolling Stone Album Guide | [ 5 ]       |
| The Village Voice             | B           |

《Flash》는 영국의 기타리스트 제프 벡의 다섯 번째 스튜디오 음반으로, 1985년 7월 에픽 레코드에서 발매되었다. 이 음반은 미국 빌보드 200 차트에서 39위에 올랐을 뿐만 아니라 다른 4개국에서 60위 안에 들었다.
두 개의 싱글도 차트에 올랐는데, 첫 번째 싱글은 가수 로드 스튜어트(제프 벡 그룹 출신)와 함께 《빌보드》 메인스트림 록 트랙 5위와 핫 100 48위에 오른 커티스 메이필드의 임프레션스의 〈People Get Ready〉 커버를 위한 재회였다. 두 번째 싱글 〈Gets Us All in the End〉는 메인스트림 록에서 20위에 올랐다. 기악곡 〈Escape〉는 1986년 그래미 어워드에서 최우수 록 인스트루멘탈 연주상을 수상했고, 벡의 많은 상 중 첫 번째였다.

## 배경
이 음반은 그의 오랜 협력자인 얀 해머와 토니 하이마스가 각각 쓴 〈Escape〉와 〈You Know, We Know〉 형태의 두 악기를 제외하고는 주로 보컬이 있는 노래로 구성되어 있다는 점에서 벡에게 독특하다. 《Flash》는 그 당시의 사운드를 활용하기 위해 팝 음악으로의 진출을 위해 고안된 것으로, 그러한 이유로 나일 로저스에 의해 제작되었다. 그것이 히트 음반을 만들고자 하는 음반 회사의 열망이었고, 벡은 로저스의 주장에 따라 〈Get Workin'〉과 〈Night After Night〉에서 노래하는 자신을 독특하게 발견했다. 〈Ambitious〉와 〈People Get Ready〉는 벡이 그의 평소 펜더 스트라토캐스터가 아닌 잭슨 솔로이스트를 연주하는 드문 사례를 특징으로 한다. 성공에도 불구하고, 그는 그 음반을 "레코드 회사의 바보"이자 그에게 "매우 슬픈 종류의 시간"이라고 부르며 그 음반에 대한 경멸을 표현했다.
〈Ambitious〉는 음반 발매 직후 MTV에서 주목할 만한 존재감을 가졌는데, 이는 같은 비디오 내에서 여러 카메오 출연이 잠깐 동안 지속되는 시대 현상에 의해 촉발되었다. 비디오의 첫 번째 개그는 주요 오디션을 얻으려는 도니 오즈몬드이고, TV 스타 애비 돌턴, 파커 스티븐슨, 에르베 빌샤즈, 음악가 데이브 앨빈, 게리 베클리, 마릴린 맥쿠, 지미 홀, 존 버처를 포함한 당시의 유명 인사들이 절을 부르거나 악기를 연주하는 것이 그 뒤를 이룬다. 게다가, 치치 매린과 알 쿠퍼는 매린의 〈Born in East L.A.〉 싱글의 초기 뮤직 비디오를 위해 만들어진 캐릭터들을 재현하고, 허브 앨퍼트는 트럼펫을 연주하기에는 너무 늦은 맨 마지막에 등장한다.

## 곡 목록
| #  | 제목                                       | 작사·작곡                      | 재생 시간 |
| -- | ------------------------------------------ | ------------------------------ | --------- |
| 1. | 〈Ambitious〉                              | 나일 로저스                    | 4:38      |
| 2. | 〈Gets Us All in the End〉                 | 아서 베이커, 티나 B            | 6:06      |
| 3. | 〈Escape〉                                 | 얀 해머                        | 4:41      |
| 4. | 〈People Get Ready〉 (Feat. 로드 스튜어트) | 커티스 메이필드                | 4:54      |
| 5. | 〈Stop, Look and Listen〉                  | 로저스                         | 4:27      |
| 6. | 〈Get Workin'〉                            | 로저스                         | 3:35      |
| 7. | 〈Ecstasy〉                                | 데이비드 벤데스, 사이먼 클리미 | 3:31      |
| 8. | 〈Night After Night〉                      | 로저스                         | 3:42      |
| 9. | 〈You Know, We Know〉                      | 토니 하이마스                  | 5:35      |